# NOI Linux
NOI Linux是由中國計算機學會委託北京航空航天大學開發的一套免费的，專門用於NOI競賽的操作系統，为信息学竞赛选手设计开发。
NOI Linux 1.2由著名的Linux發行版Ubuntu 7.10源代碼二次開發而成，卻沒有開放源代碼。其穩定性差、安裝步驟複雜、兼容性差、使用困難，尤其删除了ubuntu自带软件包，且无Free Pascal IDE（取而代之的是其他集成开发IDE：lazarus、Anjuta、GUIDE），深受NOI參賽選手和輔導教練的詬病。
第二版NOI Linux由Ubuntu 10.10进行少量再开发而成，也没有开放源代码，但稳定性、安装步骤、兼容性和可用性都有所提高。但依然受到不少NOI参赛选手和教练的诟病，也受到开源社区的质疑。
第三版NOI Linux 1.4.1是基于Ubuntu14.04基础上开发的。
2021年7月16日CCF发布新的NOI Linux2.0，基于Ubuntu20.04.1，于2021年9月1日起作为NOI系列比赛和CSP-J/S等活动的标准环境使用。其中有许多较新版本的软件，例如Code::Blocks，VS Code等。
目前，NOI Linux已经成为NOI系列比赛的评测环境与比赛环境，建议各省使用。

## NOI Linux2.0系統情況簡表
| 類別         | 軟件/模塊               | 版本             | 備註說明                            |
| 系統         | Kernel                  | 5.4.0-42-generic | 64位                                |
| 語言環境     | GCC                     | 9.3.0            | C編譯器                             |
| 語言環境     | G++                     | 9.3.0            | C++編譯器                           |
| 語言環境     | FPC                     | 3.0.4            | Pascal編譯器                        |
| 語言環境     | Python                  | 2.7              | 非競賽語言                          |
| 語言環境     | Python                  | 3.8              | 非競賽語言                          |
| 調試工具     | GDB                     | 9.1              |                                     |
| 調試工具     | DDD                     | 3.3.12           |                                     |
| 集成開發環境 | Code::Blocks            | 20.03            | C/C++集成開發環境                   |
| 集成開發環境 | Lazarus                 | 2.0.6            | Pascal集成開發環境                  |
| 集成開發環境 | Geany                   | 1.36             | C/C++/Pascal （輕量級）集成開發環境 |
| 文本編輯工具 | VS Code                 | 1.54.3           |                                     |
| 文本編輯工具 | Emacs                   | 26.3             |                                     |
| 文本編輯工具 | Gedit                   | 3.36.2           |                                     |
| 文本編輯工具 | Vim                     | 8.1              |                                     |
| 文本編輯工具 | Joe                     | 4.6              |                                     |
| 文本編輯工具 | nano                    | 4.8              |                                     |
| 文本編輯工具 | sublime text            | 3.2.2            |                                     |
| 其他軟件     | Firefox                 | 79.0             | 網頁瀏覽器                          |
| 其他軟件     | Midnight Commander (mc) | 4.8.24           | 終端                                |
| 其他軟件     | XTerm (UXTerm)          | 3.5.3            | 終端                                |
| 其他軟件     | Arbiter-local           | 1.02             | 程序評測工具單機版                  |